# Quedas do Iguaçu
Quedas do Iguaçu è un comune del Brasile nello Stato del Paraná, parte della mesoregione del Centro-Sul Paranaense e della microregione di Guarapuava. Si trova a 447 km dalla capitale dello Stato Curitiba.